# Cap Blanc-Nez

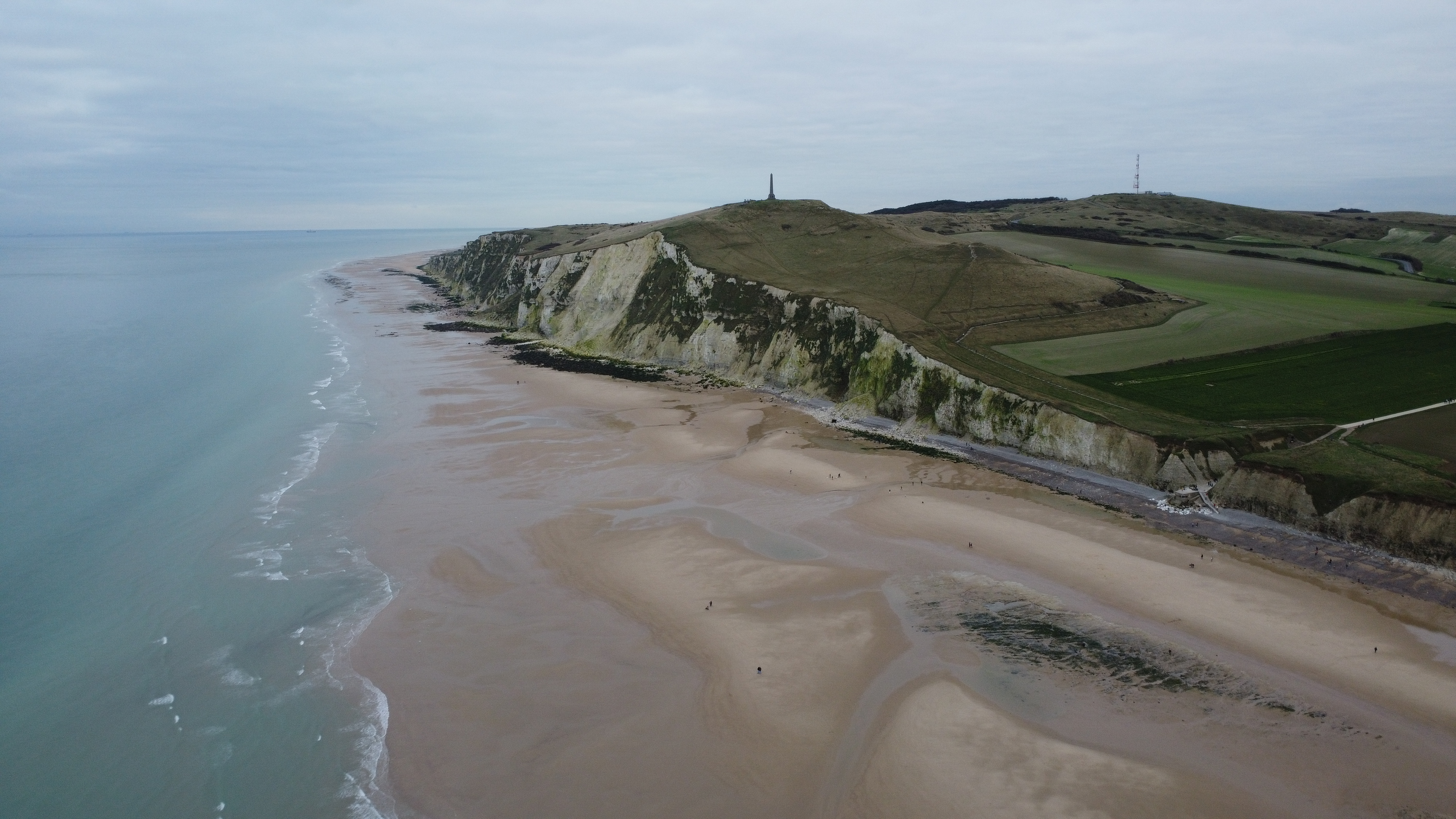
Cap Blanc-Nez: Frankrijk

Cap Blanc-Nez (West-Vlaams: Blankenesse) is een kaap aan het Kanaal bij de Franse gemeente Escalles in het departement Pas-de-Calais. Haar top ligt 134 m boven de zeespiegel. Bovenop de kaap staat de Obelisk van Cap Blanc-Nez.
Cap Blanc-Nez ligt 16 km ten noordoosten van Cap Gris-Nez; beide kapen zijn onderdeel van de Grand Site des Deux Caps en het Parc naturel régional des caps et marais d'Opale. De kaap is te voet en per auto te bereiken. Er is een wandelpad van de top van de kaap tot aan het strand.

## Toponymie
Plaatsnamen in deze streek verwijzen vaak naar het Middelnederlands. De verfransing gebeurde eerst tussen de 15de en de 17de eeuw. Blackenest is een benaming van de kaap die in geschriften uit de 16de eeuw wordt teruggevonden waarbij black verwijst naar het oudnederlandse woord blanka wat zoveel als helder of blank betekent. Nest verwijst naar nessa wat vooruitstekend stuk land in water betekent.
Cales Cliff is een andere benaming van de kaap die stamt uit de tijd toen het gebied nog aan de Engelsen toebehoorde.
Een uitzondering hierop vormt de naam van de gemeente Escalles die vlak bij de kaap ligt. Deze benaming is van Saksische of Oudnoorse oorsprong. In het Oudnoors betekent skali hut en zou de plaatsnaam verwijzen naar een toevluchtsoord voor Noormannen tijdens hun strooptochten. Indien Saksisch van oorsprong (scale is een tijdelijke verblijfplaats) verwijst de plaatsnaam naar de migratie van de Saksen naar Engeland tijdens de 5de en de 6de eeuw.

## Geologie en fossielen
Cap Blanc-Nez is een goede vindplaats voor het zoeken van krijtfossielen. Er bevinden zich bivalven, ammonieten, brachiopoden, sponsdieren, zee-egels en veel andere soorten fossielen.
Het krijt van Cap Blanc-Nez is afkomstig uit het Krijt, uit het Albiaan, Cenomaniaan en Turoniaan.